# Cataspilates zolessii
Cataspilates zolessii är en fjärilsart som beskrevs av Ceslau Maria de Biezanko 1968. Cataspilates zolessii ingår i släktet Cataspilates och familjen mätare. Inga underarter finns listade i Catalogue of Life.